# 宮本又郎
宮本 又郎（みやもと またお、1943年 - ）は、日本の経済学者・歴史学者。大阪大学名誉教授。学位は、経済学博士（大阪大学）。専攻は日本経済史。
福岡市生まれ。大阪府立池田高等学校を経て神戸大学経済学部卒業。同大学院経済学研究科博士課程中退。神戸大学経済学部助手、大阪大学経済学部教授、同大学経済学部長、関西学院大学大学院経営戦略研究科教授を歴任。経営史学会会長、放送大学客員教授も務める。日本学術会議会員。企業家研究フォーラム会長。
父親の宮本又次も日本経済史の研究者。

## 主要著書

### 単著
- 『近世日本の市場経済ー大阪米市場分析』（有斐閣、1989年）
- 『日本の近代11 企業家たちの挑戦』（中央公論新社、1999年/「シリーズ日本の近代」中公文庫、2013年）
- 『日本企業経営史研究 人と制度と戦略と』（有斐閣、2010年）
- 『企業家たちの幕末維新』 (メディアファクトリー新書、2012年)

### 共著
- （阿部武司・宇田川勝・沢井実・橘川武郎）『日本経営史―江戸時代から21世紀へ』（有斐閣、2007年）
- （猪木武徳・杉原薫・服部民夫・近藤光男・加護野忠男・竹内洋）『日本型資本主義―どうなるどうする戦略と組織と人材』（有斐閣、2003年）
- （藤田貞一郎・長谷川彰）『日本商業史』（有斐閣新書、2012年3月）

### 編著
- 『日本経済史1 経済社会の成立 17-18世紀』（速水融共編、岩波書店、1988年）
- 『日本をつくった企業家』（新書館、2007年）
- 『日本経済史』（放送大学教材：放送大学教育振興会、2008年、新版2012年）
- 『講座・日本経営史1―江戸の経験 1600～1882』（粕谷誠共編、ミネルヴァ書房、2009年）
- 『図説明治の企業家』（ふくろうの本・河出書房新社、2012年8月）

## 受賞歴
- 1988年 第31回日経・経済図書文化賞
- 1989年 第5回NIRA（総合研究開発機構）政策研究・東畑記念賞
- 2004年 第39回大阪市民表彰（文化功労）
- 2005年 第1回大阪大学教育・研究功績賞

## 叙位・叙勲
- 2022年 瑞宝中綬章[1][2]